# These Dreams
These Dreams è un singolo del gruppo rock statunitense Heart, pubblicato nel 1986 ed estratto dall'album Heart.
Gli autori della canzone sono Martin Page e Bernie Taupin.

## Tracce
- 7"

1. These Dreams
2. All Eyes

## Classifiche
| Classifica (1986) | Posizione massima |
| ----------------- | ----------------- |
| Regno Unito       | 8                 |
| Stati Uniti       | 1                 |